# 延安公交
延安市公共交通总公司，是一家主要负责经营延安市宝塔区范围内的公共汽车有限责任公司。

## 公司沿革[1]
- 1978年7月，延安市公共交通总公司的前身延安市公共汽车公司筹建处成立。
- 1979年10月，延安市公共汽车公司筹建处更名为延安市公共汽车公司。
- 1997年，延安市公共汽车公司更名为延安市宝塔区公共汽车公司，隶属宝塔区城建局管理。
- 1999年，延安市宝塔区公共汽车公司划为市直单位，隶属市城管局管理，并更名为延安市公共汽车公司。
- 2003年12月，延安市公共汽车公司整体划归市交通局管理。
- 2011年2月，延安市公共汽车公司经市交通运输局批准，更名为延安市公共交通总公司。

## 历史[1]

### 2010年以前
- 2007年9月，投运太湖XQ6101SQ9纯天然气公交车28辆，该车投放给3路、12路。
- 2008年9月，第二次投运太湖XQ6101SQ9纯天然气公交车20辆，该车投放给19路。
- 2009年9月，第三次投运太湖XQ6101SQ9纯天然气公交车24辆，该车投放给6路、16路。

### 2010年
- 7月10日，市公交运输局党委任命孙西宁同志为公司经理。
- 8月27日，公交GPS调度指挥中心成立。
- 10月1日，公司租赁东二十里铺村场地，修建占地36亩的公交综合停车场。
- 11月23日，成立第三车队（现在公交第三分公司）。
- 11月25日，公司与延安神州集团众城客运有限公司达成协议，分别以承租和转购的方式将神州集团的102辆公交车由我公司统一经营管理，使我市公交资源整合迈出了一步，对规范公交客运市场、提升公交服务功能和服务水平具有重要的意义。

### 2011年
- 1月7日，市政府出台《关于优先发展城市公共交通的实施意见》（延政发﹝2011﹞4号），有力的推动了公交快速发展。
- 9月，投运陕汽SX6100FNG纯天然气公交车68辆，该车投放给3路（14辆）、12路（14辆）、19路（22辆）、28路（16辆）。

### 2012年
- 10月，投运中通LCK61090DGC和陕汽SX6122GKN纯天然气空调公交车70辆，该车投放给K5路（20辆）、K6路（20辆）、K7路（12辆）、K22路（18辆）。

### 2013年
- 10月，再次投运中通LCK61090DGC纯天然气空调公交车30辆，该车投放给K4路（15辆）、K12路（15辆）。

### 2014年
- 10月，投运亚星JS6106GHCJ纯天然气空调公交车2辆，该车投放给新区观光巴士（2辆）。
- 12月，投运中通LCK6123PHEVCN、中通LCK6106PHENV和宇通ZK6120CHENPG4混合动力公交车辆70辆，该车投放给K11路（30辆）、K16路（20辆）、K19路（20辆），同时投运陕汽SX6850GFFN和中通LCK6850HGC纯天然气公交车31辆，该车投放给15路（8辆）、23路（10辆）、29路（9辆）、环线车（4辆）。

### 2016年
- 5月14日，投运海格KLQ6119GAHEVC5D混合动力公交车辆20辆，该车投放给K16路（20辆）。
- 5月15日，投运中通LCK6106PHENVQ混合动力公交车辆14辆，该车投放给K30路（14辆）。同时将原K16路的20辆中通LCK6106PHENV混合动力客车分别投放至K204路（8辆）、K205路（6辆）。
- 5月20日，将原30路的14辆中通LCK6850DGC燃气客车分别投放至202路（5辆），203路（5辆）。
- 5月26日，延安公交投运金旅XML6105JHEVG5CN1混合动力公交车辆6辆，该车投放给旅游专线（试运营）。同时将原K16路的20辆中通LCK6106PHENV混合动力客车分别投放至K204路（6辆）、K206路（8辆）、K18路（6辆），将原30路剩余的4辆中通LCK6850DGC燃气客车投放至20路，将23路、副23路抽调4辆中通LCK6850HGC燃气客车投放至205路。
- 6月19日，投运宇通ZK6805BEVG3纯电动公交车辆6辆，该车投放给旅游专线。
- 6月21日，投运宇通ZK6805BEVG3纯电动公交车辆3辆，该车投放给燕沟区间。
- 6月26日，投运金旅XML6105JHEVG5CN1混合动力公交车辆14辆，该车投放给K13路，同时将原燕沟区间的2辆中通LCK6850HGC燃气客车投放至25路（2辆）。
- 8月15日，投运宇通ZK6805BEVG3和中通LCK6108EVG4纯电动公交车辆17辆，该车投放给K204路（10辆）、K205路（7辆）。同时将原K204路的6辆中通LCK6106PHENV混合动力客车分别投放至K203路（6辆），将原205路的4辆中通LCK6850HGC燃气客车投放至202路（4辆）。
- 8月26日，将原202路、203路的3辆中通LCK6850DGC燃气客车投放至109路。
- 9月26日，延安公交将21路由金岳小区至文化沟调整为金岳小区至延安中学运行，并将原21路的3辆中通LCK6850DGC燃气客车投放至102路。
- 10月9日，延安公交将10路由公交修理厂至虎头峁调整为公交修理厂至火车站运行。
- 10月15日，为迎接第十一届中国艺术节的开幕，延安公交临时将K12路抽调5辆中通LCK61090DGC纯天然气空调公交车投放至K203路，将K18路抽调2辆中通LCK6106PHENV混合动力公交车投放至202路，将K6路抽调3辆陕汽SX6122GKN纯天然气空调公交车投放至K205路，延安公交将K22路抽调5辆中通LCK61090DGC纯天然气空调公交车投放至K206路，将2路抽调4辆中通LCK6850DGC燃气客车投放至新区定制线路。
- 10月16日，所有因艺术节抽调的公交车恢复正常运行。
- 12月29日，投运宇通H11混合动力公交车辆20辆，该车投放K2路。

## 车辆及运营

### 车型图片

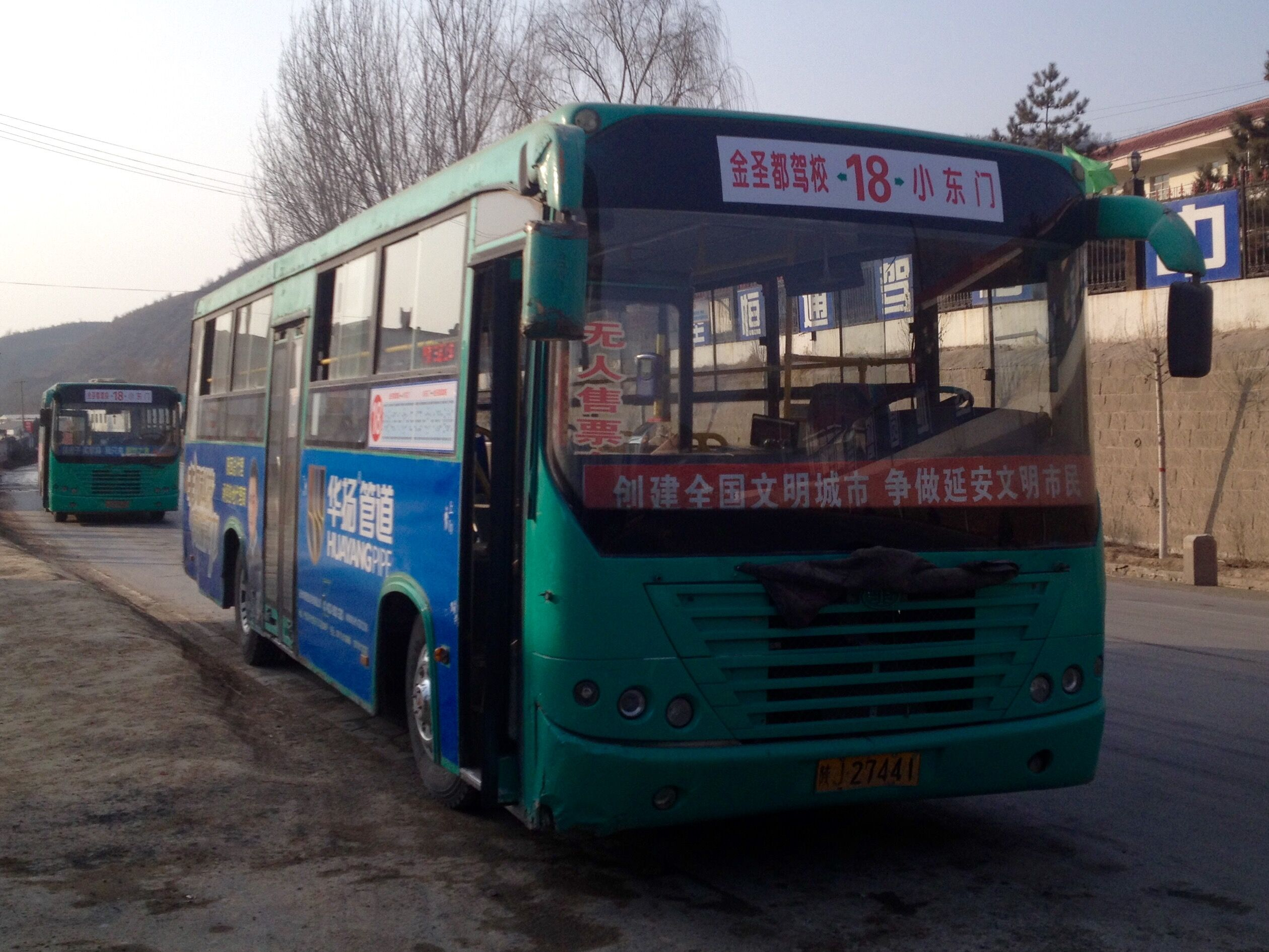
太湖XQ6101SQ9
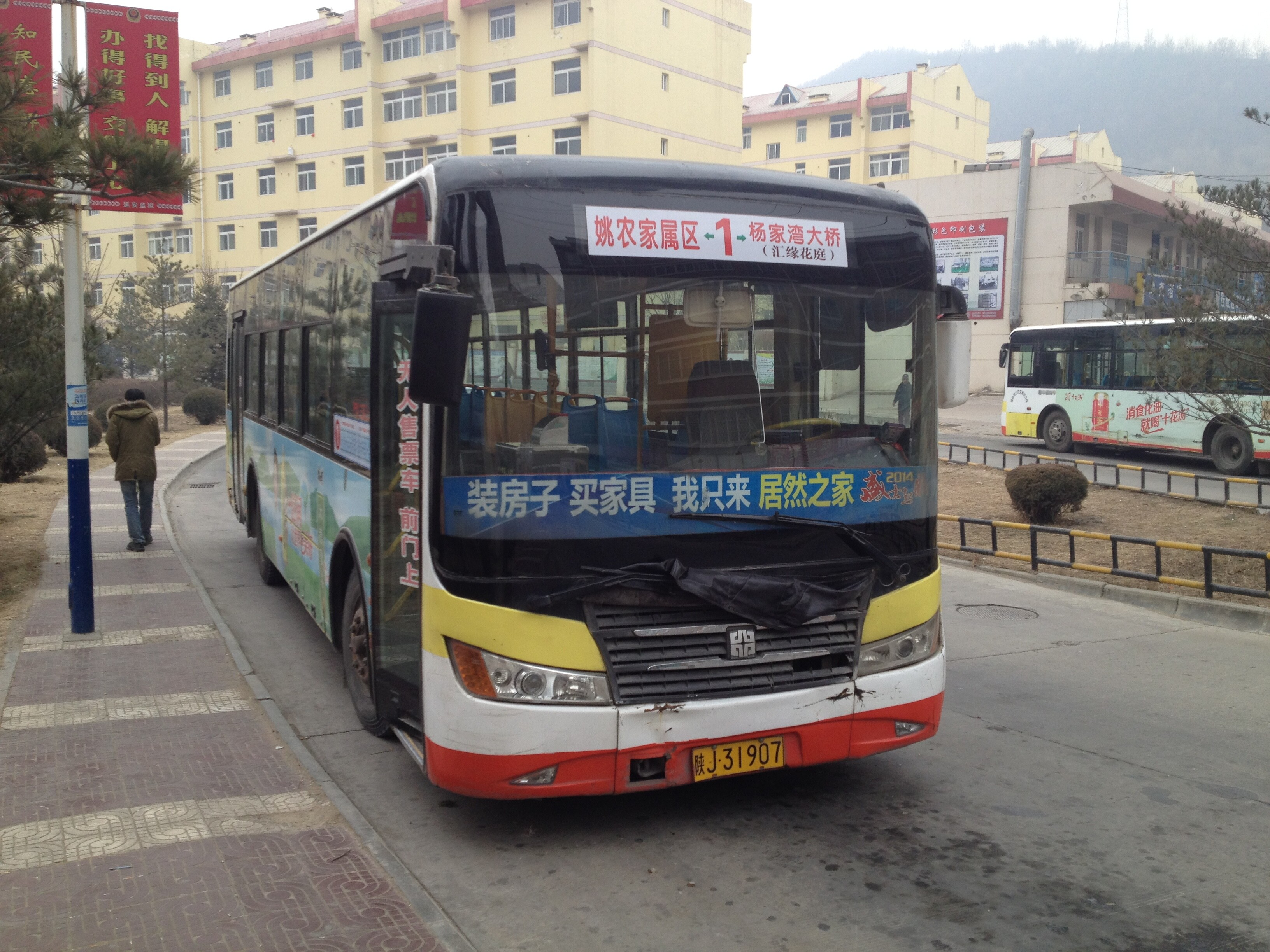
中通LCK6850DGC
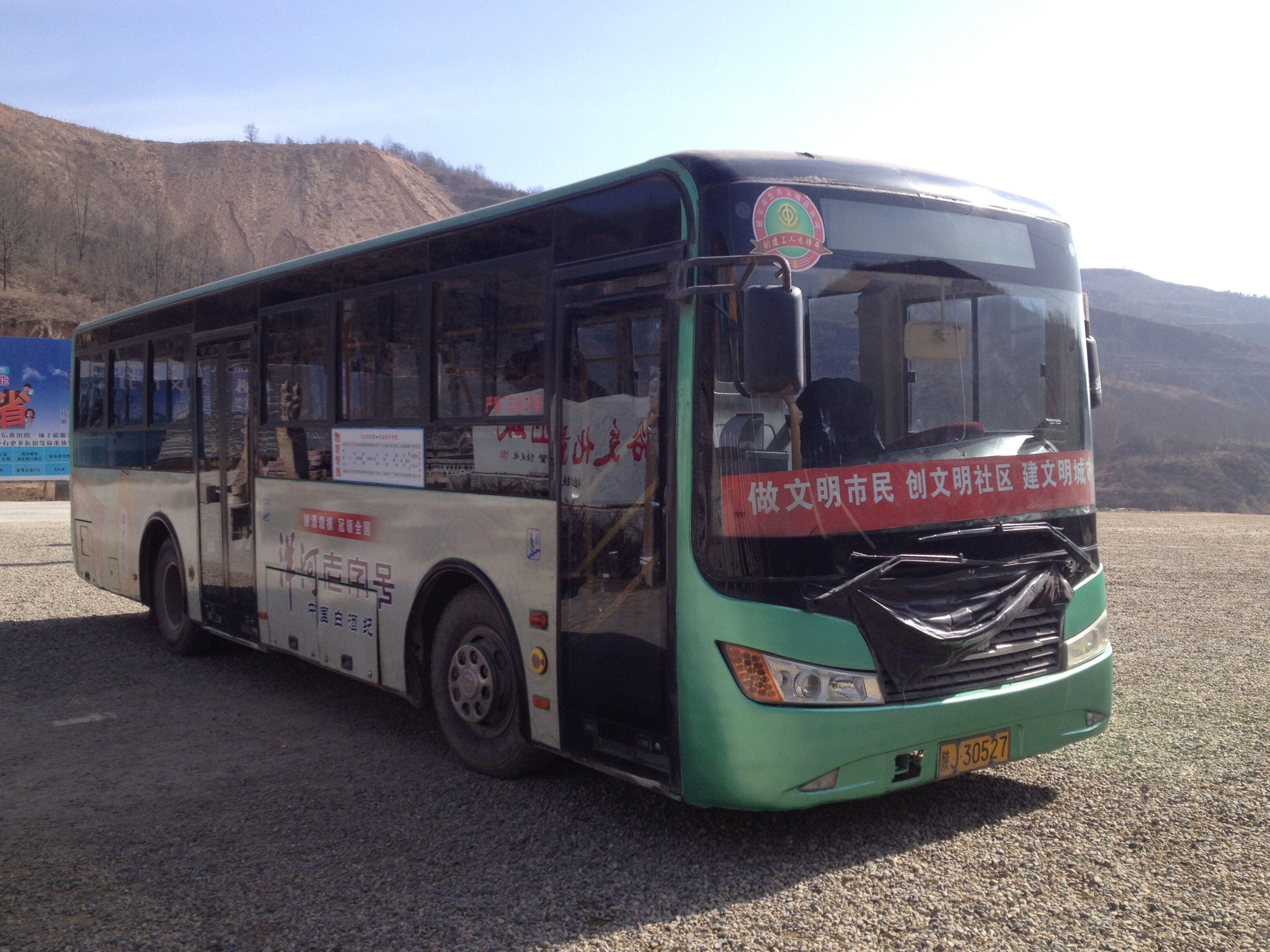
中通LCK6108DGC
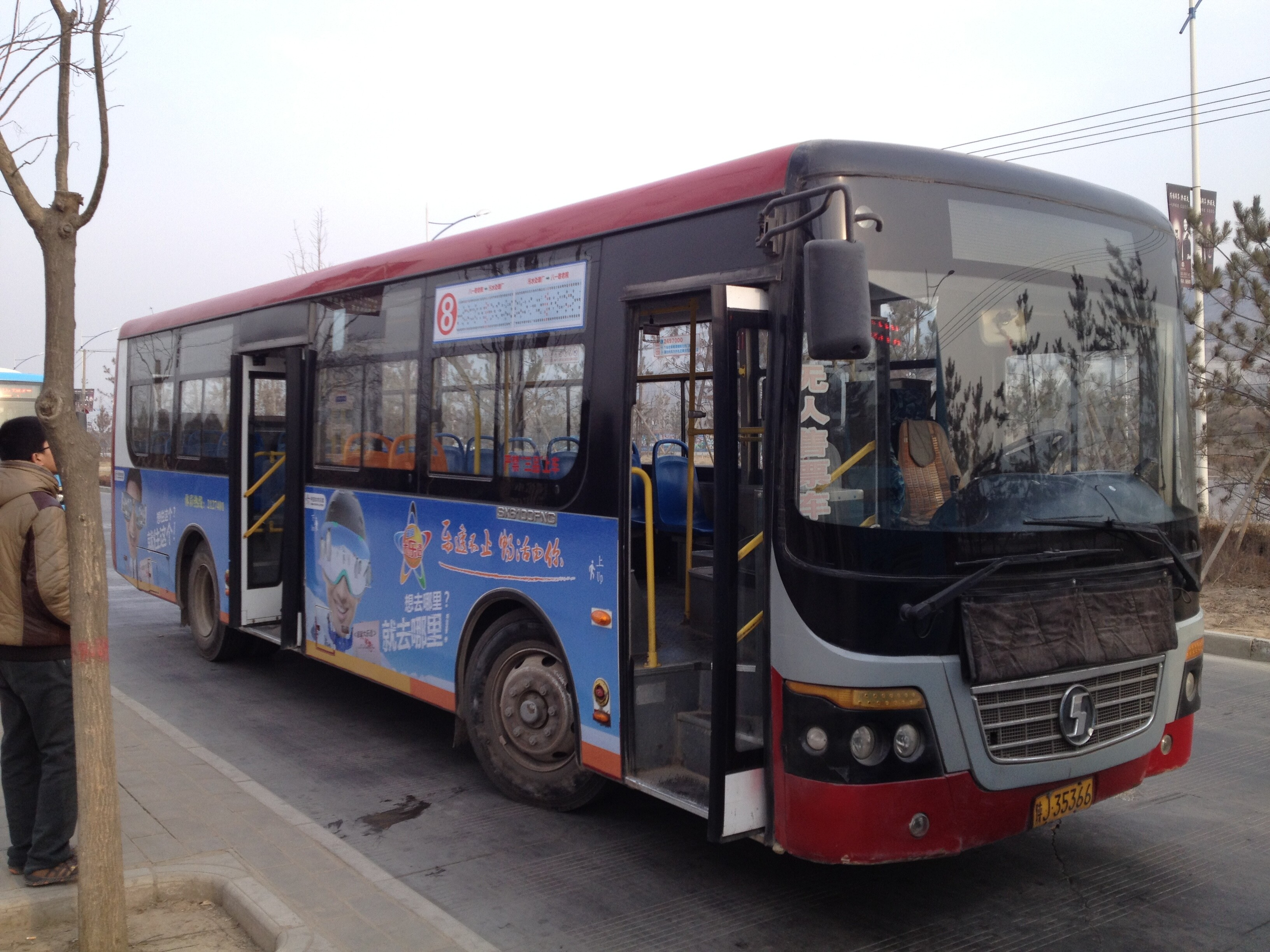
陕汽SX6100FNG
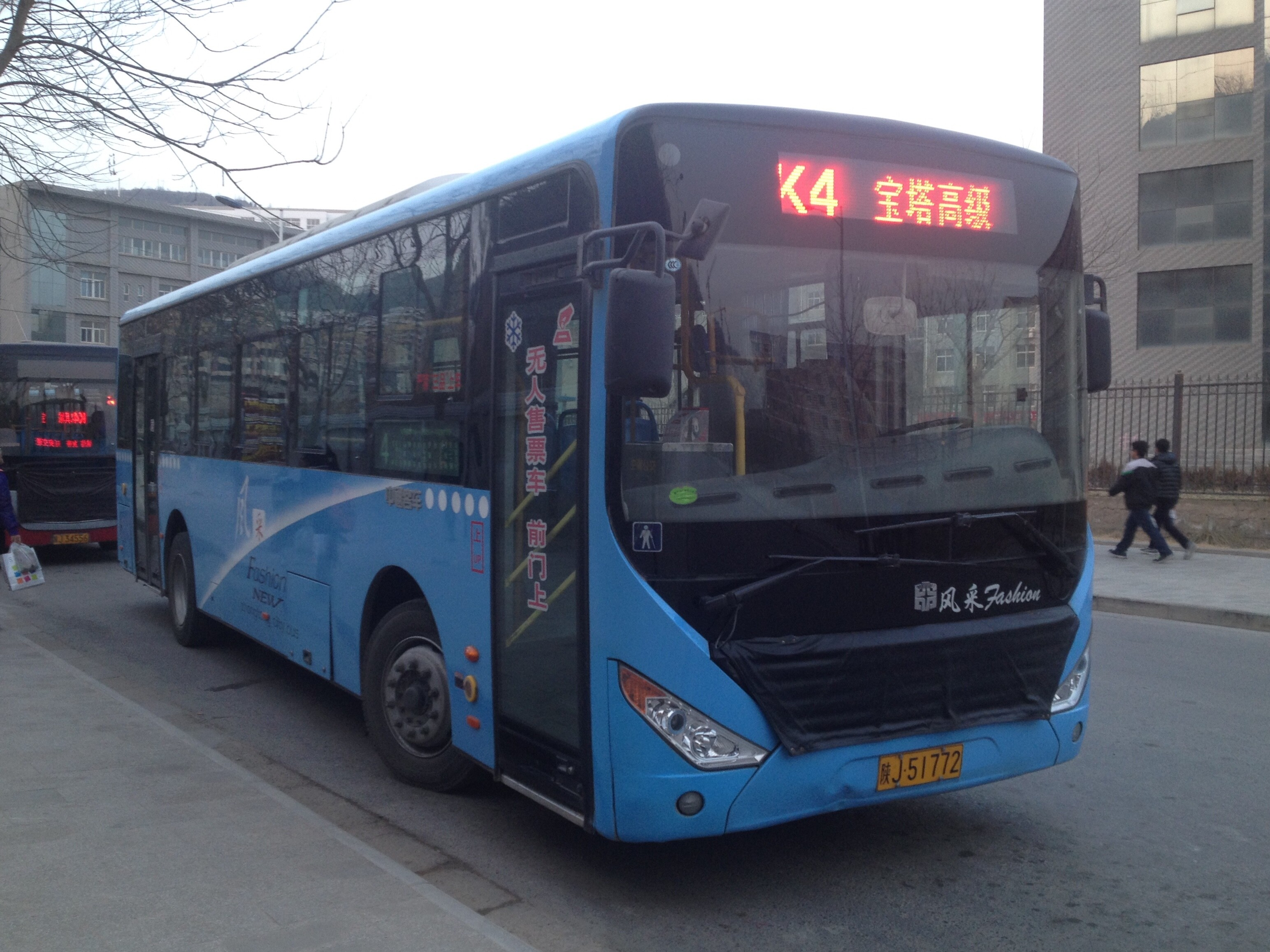
中通LCK61090DGC
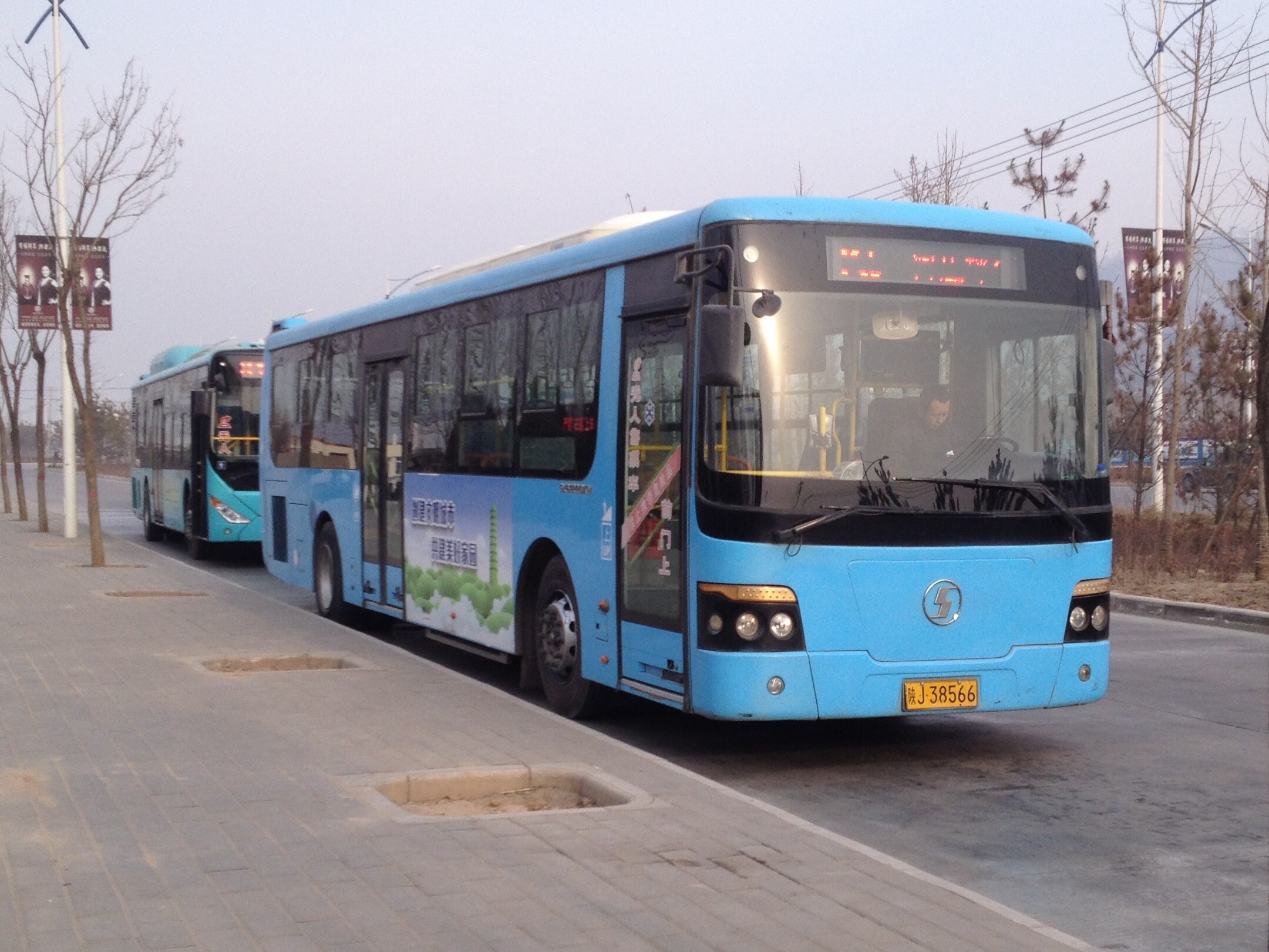
陕汽SX6122GKN
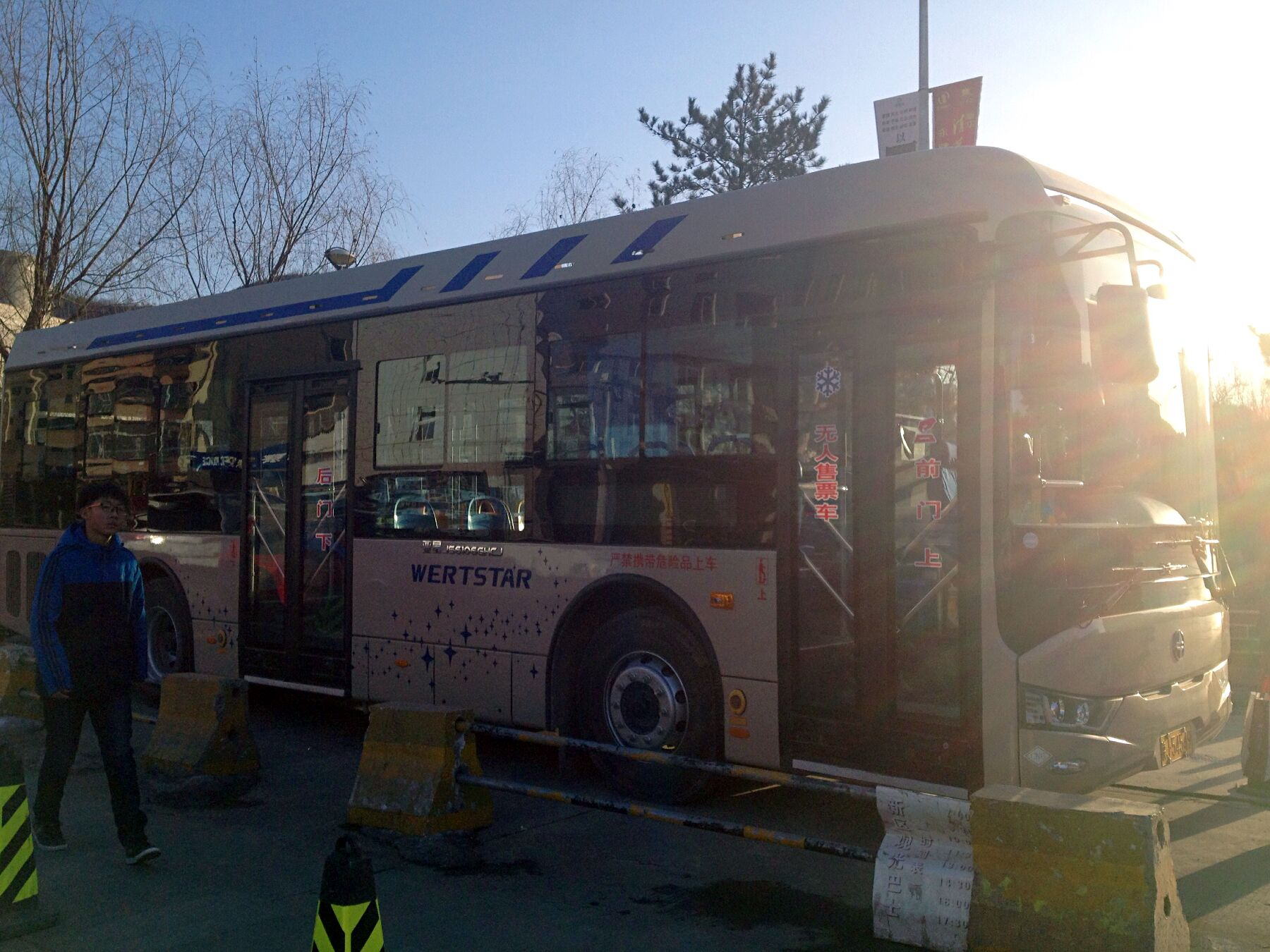
亚星JS6106GHCJ
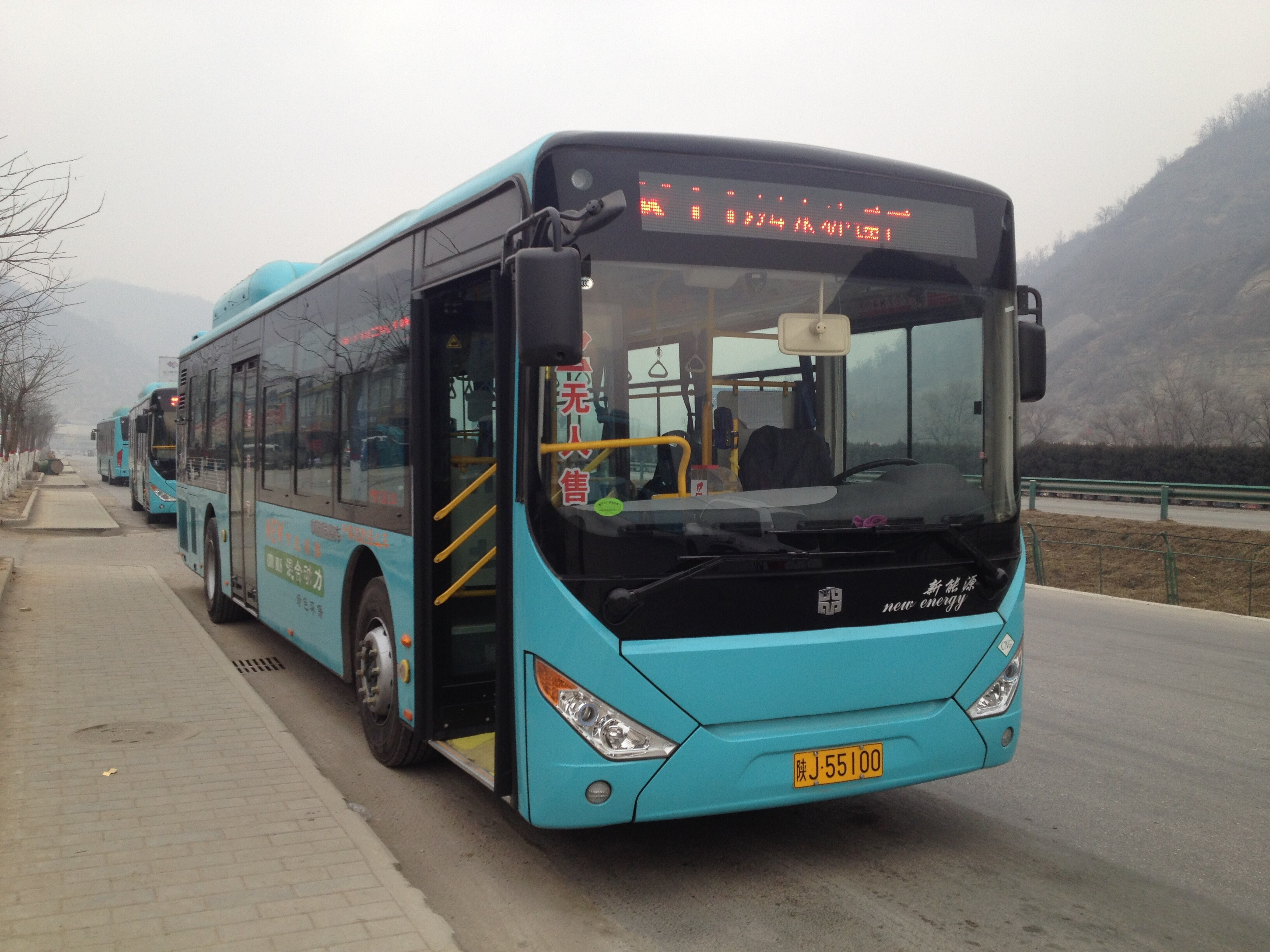
中通LCK6123PHEVCN
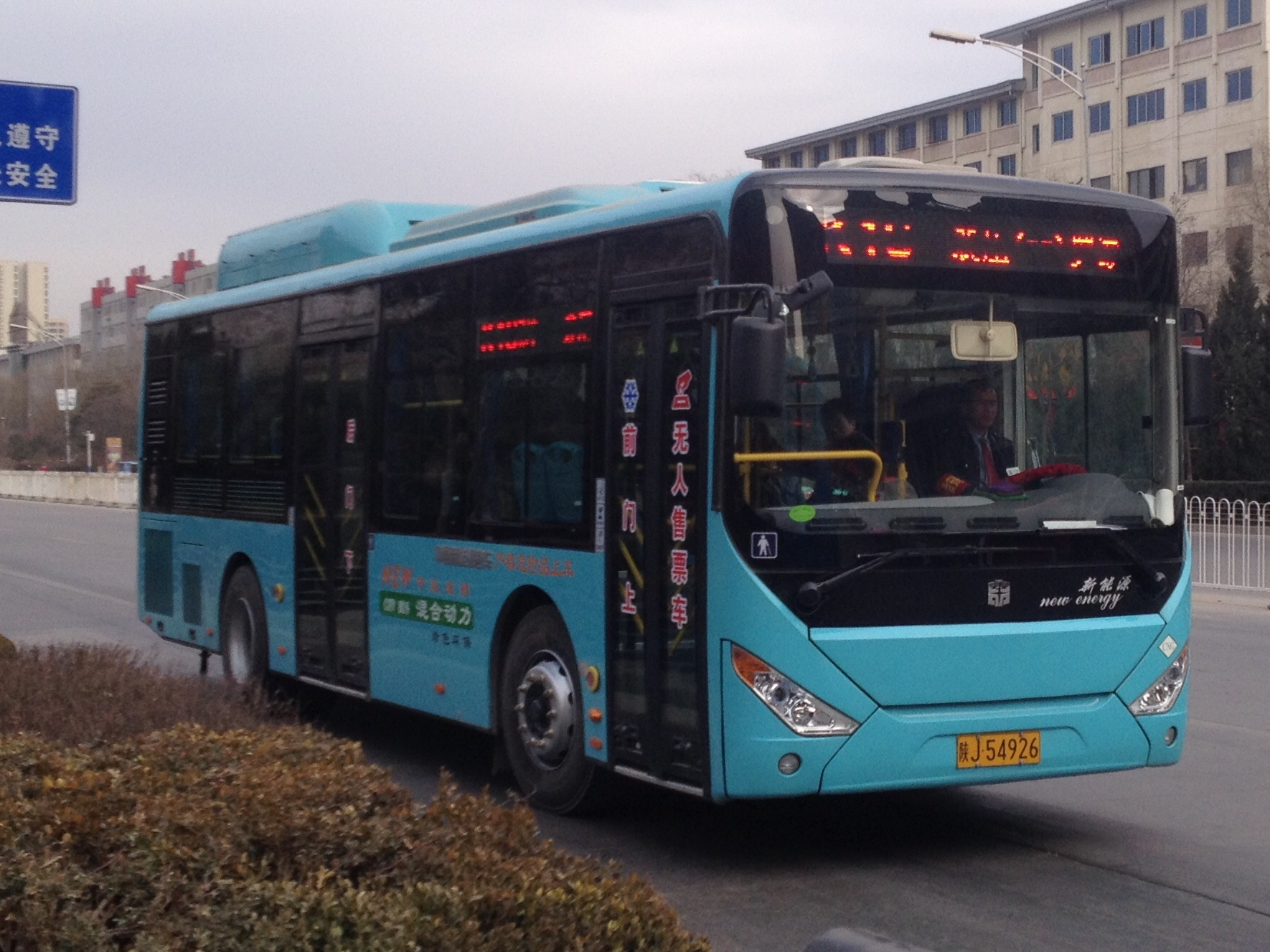
中通LCK6106PHENV
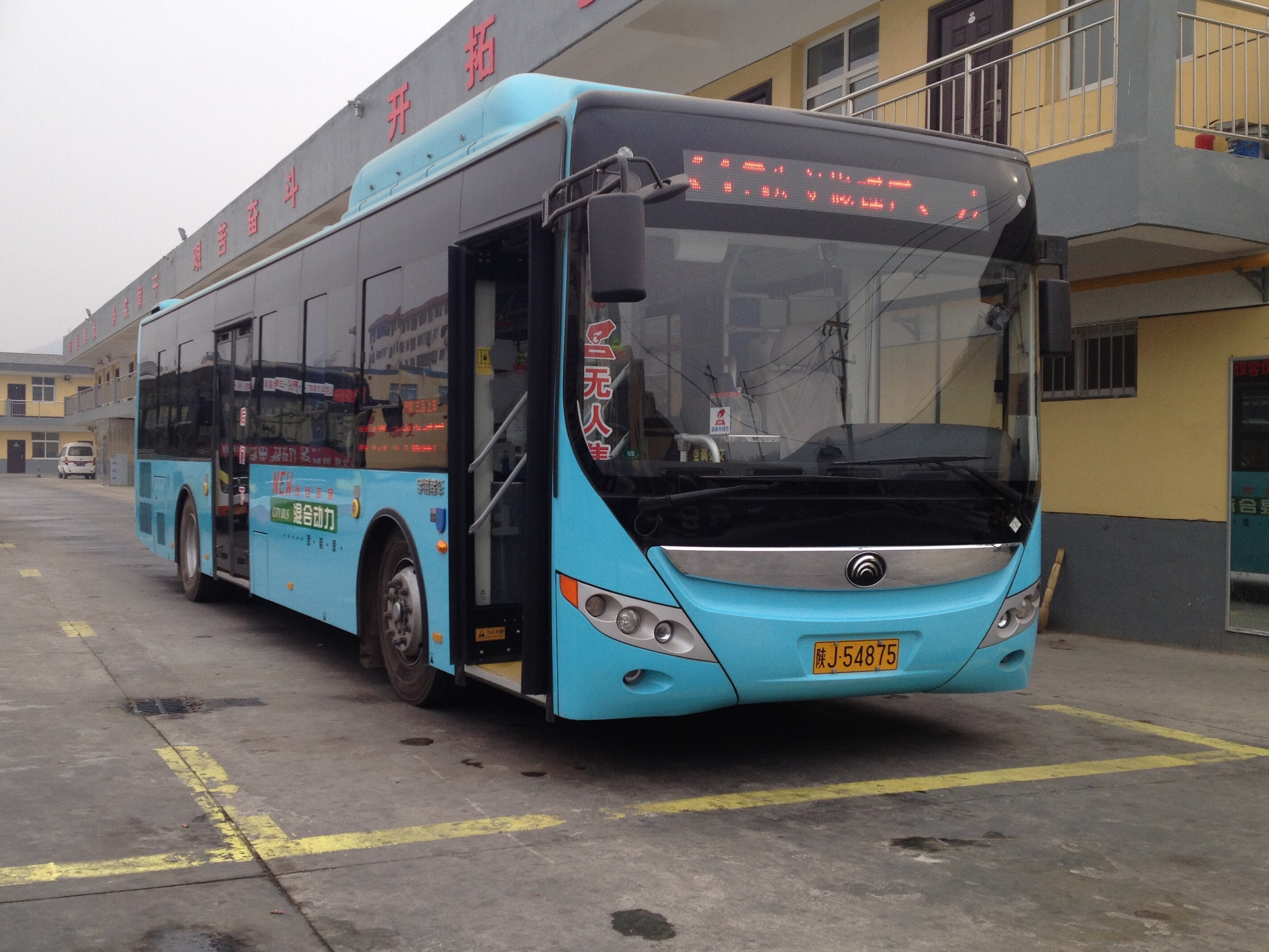
宇通ZK6120CHENPG4
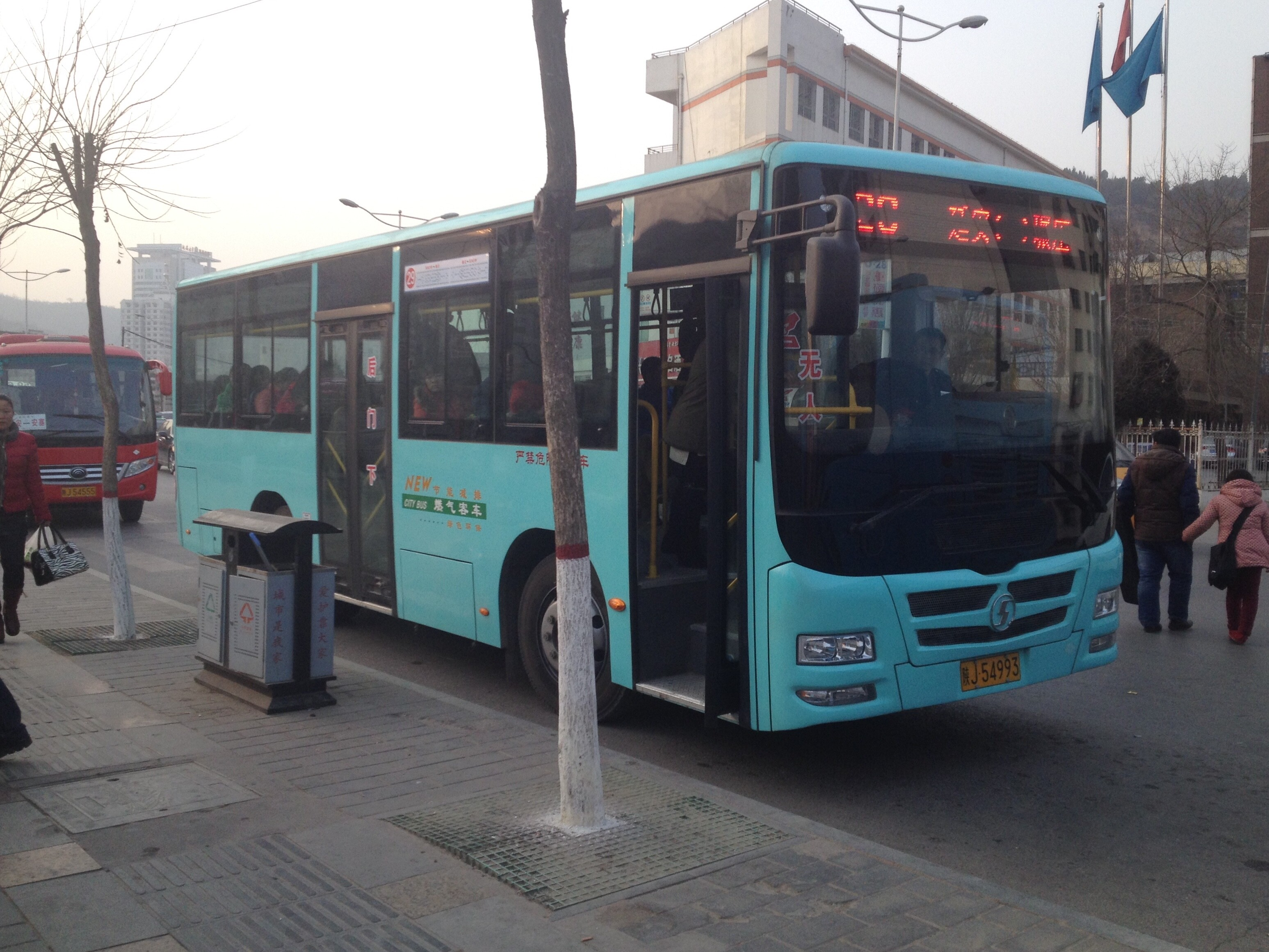
陕汽SX6850GFFN
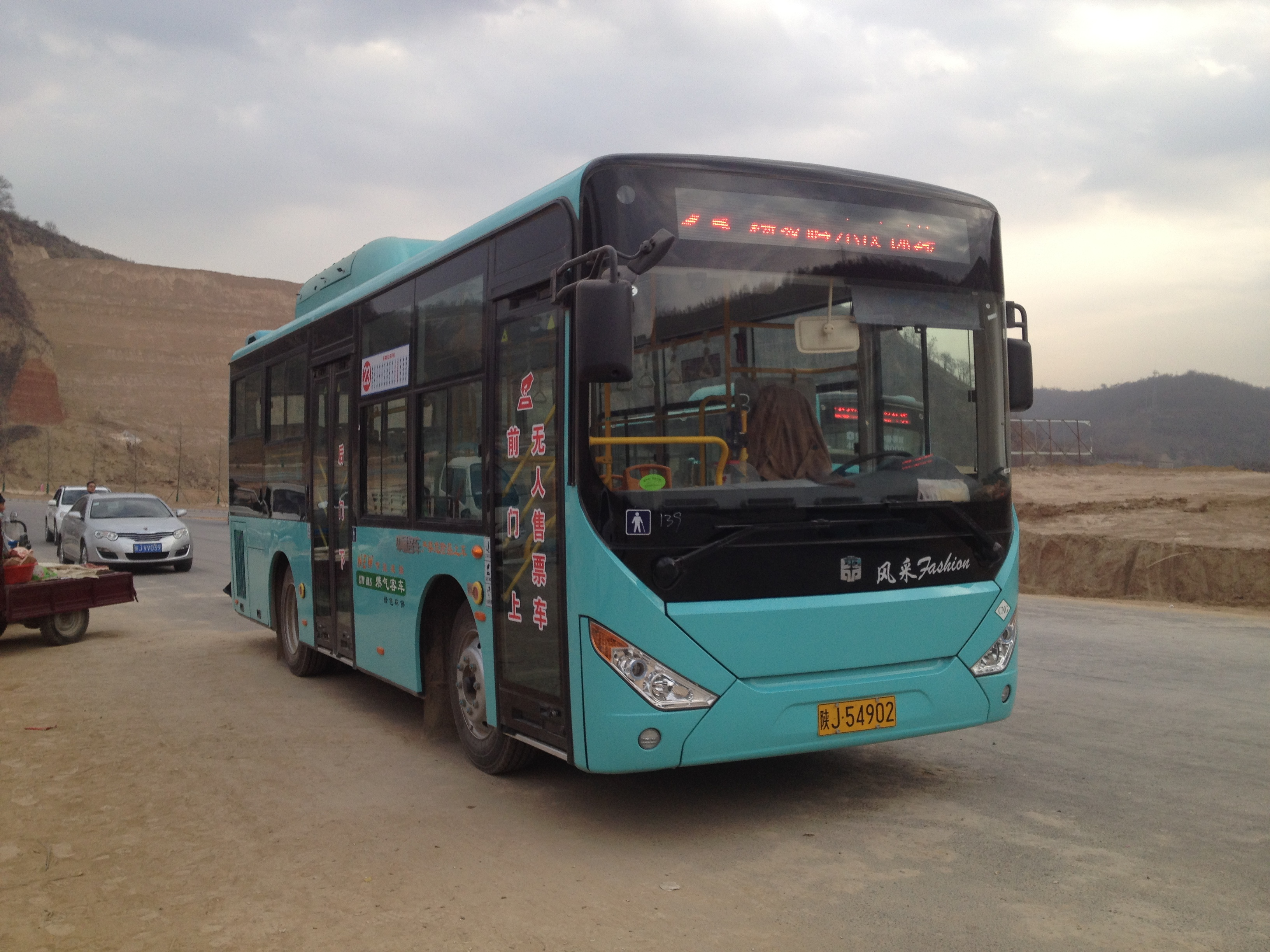
中通LCK6850HGC

### 线路前缀字母（汉字）含义
| 字母 | 含义       |
| ---- | ---------- |
| K    | 空调公交车 |

### 车辆品牌
有以下品牌但不限于
- 中通（LCK）
- 陕汽欧舒特（SX）
- 恒通（CKZ）
- 宇通（ZK）
- 亚星（JS）
- 太湖（XQ）
- 海格（KLQ）
- 金旅（XML）

### 公交车型号
- 中通牌
  - LCK6850DGC（燃气客车）
  - LCK6108DGC（燃气客车）
  - LCK61090DGC（燃气客车）
  - LCK6850HGC（燃气客车）
  - LCK6123PHEVCN（混合动力）
  - LCK6106PHENV（混合动力）
  - LCK6106PHENVQ（混合动力）
  - LCK6108EVG4（纯电动客车）
- 陕汽欧舒特
  - SX6100FNG（燃气客车）
  - SX6122GKN（燃气客车）
  - SX6850GFFN（燃气客车）
- 宇通牌
  - ZK6120CHENPG4（混合动力）
  - H11（混合动力）
  - ZK6805BEVG3（纯电动客车）
- 亚星牌
  - JS6106GHCJ（燃气客车）
- 海格牌
  - KLQ6119GAHEVC5D（混合动力）
- 金旅牌
  - XML6105JHEVG5CN1（混合动力）
- 太湖牌
  - XQ6101SQ9（燃气客车）

### 车辆停保设施
- 二十里铺公交停车场
- 七里铺公交停车场
- 粮校公交停车场（修理厂）
- 枣园公交综合停保场加气站（建设中）
- 姚店公交枢纽站加气站（建设中）
- 万花公交综合停保场加气站（规划）
- 燕沟公交综合停保场加气站
- 李渠公交综合停保场加气站（规划）
- 杨家岭公交综合停保场（规划）
- 杜家沟公交综合停保场（规划）
- 尹家沟公交综合停保场（规划）
- 刘万家沟公交综合停保场（规划）

### 车资
- 投币：大多数公交实行全程单一票价，普通车采用壹元一票制（29路除外，为贰元一票制），空调车采用贰元一票制，K302路采用伍元一票制，机场巴士采用贰拾元一票制。
- 公交IC卡：[2]
  - 市内通：适用于所有乘客，一次刷卡乘车1元（空调车2元），仅限延安市内使用。
  - 国内通：适用于所有乘客，一次刷卡乘车1元（空调车2元），还可乘坐全国互联互通公共交通工具。
  - 敬老卡：适用于年满65周岁的老年人，持卡可以免费乘坐公交车。
  - 学生卡：适用于中小学生，持此卡可享受成人票价5折优惠。
  - 爱心卡：适用于残疾人，革命伤残军人，持卡可免费乘坐公交车。
- 乘车码：延安公交可使用微信刷码乘车。

### 历史线路
- 副2路：公交修理厂←→兰家坪（2015年停运与2路整合运营）
- 3路：育英中学←→兰家坪（2015年改名为12路，与K12路整合运营）
- 9路：育英中学←→污水处理厂（2014年停运与K11路整合运营）
- 10路：水厂←→罗家坪（后改为16路）
- 16路：西沟←→市场沟（后改为15路）
- 17路：育英中学←→保卫战景区（2016年被旅游专线取代）
- 副18路：飞马河←→小东门（2016年更换空调车后改名为K18路）
- 副26路：红化三期←→市工商局（2011年停运与26路整合运营）
- 碾庄：市工商局←→碾庄（后改为29路）
- 新区观光巴士：文化艺术中心←→新区管委会（2016年被K204路取代）
- 新区定制：博成仕佳←→新区管委会（后改为K208路）

### 公交枢纽
- 火车站公交枢纽站：位于陕西省延安市宝塔区七里铺街的一个终点站，建成于2007年。现时有3条线路（K7路、10路、K206路、旅游专线）以该站作为始发站。
- 姚店公交枢纽站：位于陕西省延安市宝塔区姚店镇，建成于2016年。现时有2条线路（K5路、302路）以该站作为始发站。